# Prey (jogo eletrônico de 2006)
Prey é um jogo eletrônico de tiro em primeira pessoa desenvolvido pela Human Head Studios e publicado pela 2K Games. Foi lançado para Microsoft Windows e Xbox 360 em julho de 2006, com conversões para Mac OS X e Linux estreando em 2007 e 2011. A história acompanha Domasi "Tommy" Tawodi, um índio cherokee que é abduzido por alienígenas junto com seu avô e namorada, precisando combater os alienígenas para poder sobreviver, salvar seus entes queridos e o planeta.

## Enredo
O protagonista Domasi "Tommy" Tawodi é um índio cherokee que vive em uma reserva indígena no Oklahoma com seu avô e sua namorada Jenny, Tommy serviu o exército no passado e atualmente trabalha como mecânico.
Tommy se mostra como um ateu já que ele rejeita todas as tradições de sua tribo e acredita que tudo é uma grande besteira, Tommy deseja fugir da reserva com Jenny porém ela se recusa pois ela ainda é muito apegada as suas tradições diferente de Tommy. Numa noite, Tommy arruma briga no bar onde Jenny trabalhava e acaba matando dois homens que a estavam assediando, pouco após isso, todo o bar é abduzido por uma nave alienígena conhecida como The Sphere que leva Tommy, seu avô e Jenny para serem transformados em alimento, Tommy consegue escapar mas não consegue salvar seu avô que é morto e acaba perdendo Jenny de vista.
Após enfrentar alguns aliens, Tommy entra em transe e acessa o pós vida onde encontra seu avô, ele diz para Tommy que ele deveria aceitar as suas raízes cherokee e que seus ancestrais lhe dariam poder para enfrentar os aliens. Tommy inicialmente fica incrédulo porém aceita as habilidades, seu avô lhe diz que quando ele estivesse pronto, seus ancestrais lhe dariam o poder máximo porém Tommy ainda não estava preparado.
Tommy então recebe a habilidade de separar a alma de seu corpo e consegue acessar áreas antes inacessíveis e recebe o auxílio de seu falcão de estimação na infância que já havia morrido.
Tommy então se vê determinado a salvar Jenny e descobrir os motivos por trás da invasão.

## Desenvolvimento
Prey começou a ser desenvolvido em 1995 pela 3D Realms e foi anunciado na E3 de 1998 o jogo era a vitrine para o novo motor gráfico que a empresa estava produzindo Portal Technology.
Porem a empresa encontrou dois problemas no desenvolvimento, o diretor Tom Hall abandonou o desenvolvimento do jogo para trabalhar na Ion Storm outro agravante foi a 3D Realms também queria utilizar seu motor gráfico em seu outro projeto em desenvolvimento Duke Nukem Forever por seu uma franquia mais conhecida com esse imprevistos ambos os jogos acabaram por adiar seu respectivos lançamentos.
Com o passar do tempo Prey e Duke Nukem Forever continuaram a atrasar seus lançamentos provavelmente por problemas no motor gráfico, Com o passar do tempo depois de anos tentando finalizar o jogo a 3D Realms abandona o motor gráfico no qual estava produzindo e recomeça o jogo do zero ela acaba por licenciar o moto id Tech 4 da id Software e terceiriza o desenvolvimento para a Human Head Studios.
Após 11 anos depois do seu anuncio oficial, Prey foi lançado em julho de 2006 para Microsoft Windows e Xbox 360, Em janeiro de 2007 foi lançado para Mac OS e em dezembro de 2008 para Linux e também foi lançado para o Symbian.